# 마리온 슈타인
마리아 도나타 나네타 파울리나 구스타파 에르비나 빌헬미네 슈타인(독일어: Maria Donata Nanetta Paulina Gustava Erwina Wilhelmine Stein, 1926년 10월 18일 ~ 2014년 3월 6일)은 오스트리아 태생의 영국의 콘서트 피아니스트이다.